# Sangiuliano City Nova Football Club 2021-2022
Questa pagina raccoglie i dati riguardanti l’A.S.D. Sangiuliano City Nova Football Club nelle competizioni ufficiali della stagione 2021-2022.

## Divise e sponsor
Le maglie sono fornite da Erreà per la casalinga e da Mizuno per le divise di cortesia. Sponsor principale è Gruppo Luce Immobiliare.
| Casa | Trasferta | Terza Divisa |

## Rosa
Aggiornata.
| N. |                    | Ruolo | Calciatore                |
| -- | ------------------ | ----- | ------------------------- |
|    | Italia (bandiera)  | P     | Pietro Balducci           |
|    | Italia (bandiera)  | P     | Luca Bonadeo              |
|    | Italia (bandiera)  | P     | Luca Mascherpa            |
|    | Italia (bandiera)  | P     | Alessandro Carella        |
|    | Italia (bandiera)  | D     | Matteo Bruzzone           |
|    | Italia (bandiera)  | D     | Anass Serbouti            |
|    | Italia (bandiera)  | D     | Nicola Lancini            |
|    | Italia (bandiera)  | D     | Leonardo Mazzei           |
|    | Italia (bandiera)  | D     | Manuel Pascali (capitano) |
|    | Marocco (bandiera) | D     | Anass Serbouti            |
|    | Italia (bandiera)  | D     | Edoardo Brusa             |
|    | Italia (bandiera)  | D     | Albert Begteshi           |
|    | Italia (bandiera)  | D     | Adriano Fusco             |
|    | Italia (bandiera)  | D     | Riccardo Lamberti         |
|    | Italia (bandiera)  | D     | Valerio Tocci             |
|    | Italia (bandiera)  | D     | Nello D'Onofrio           |
|    | Italia (bandiera)  | D     | Simone Zanon              |
|    | Albania (bandiera) | D     | Rikardo Spaneshi          |
|    | Italia (bandiera)  | D     | Leonardo Mazzei           |

| N. |                        | Ruolo | Calciatore                  |
| -- | ---------------------- | ----- | --------------------------- |
|    | Italia (bandiera)      | C     | Edoardo Vittorio Miscioscia |
|    | Italia (bandiera)      | C     | Matteo Marotta              |
|    | Italia (bandiera)      | C     | Emanuele Colonna            |
|    | Italia (bandiera)      | C     | Alex Pedone                 |
|    | Italia (bandiera)      | C     | Umberto Vingiano            |
|    | Italia (bandiera)      | C     | Fabio Parissenti            |
|    | Italia (bandiera)      | C     | Nicolò Cesaroni             |
|    | Stati Uniti (bandiera) | C     | Arber Zeneli                |
|    | Italia (bandiera)      | C     | Gabriele Deiana             |
|    | Italia (bandiera)      | C     | Sergio Guerrini             |
|    | Italia (bandiera)      | C     | Federico Varano             |
|    | Albania (bandiera)     | A     | Frenci Qeros                |
|    | Italia (bandiera)      | A     | Pietro Cogliati             |
|    | Italia (bandiera)      | A     | Matteo Barzotti             |
|    | Italia (bandiera)      | A     | Stefano Agello              |
|    | Italia (bandiera)      | A     | Martino Ripamonti           |
|    | Italia (bandiera)      | A     | Carlo Ferrario              |
|    | Senegal (bandiera)     | A     | Mbarick Fall                |
|    | Italia (bandiera)      | A     | Francesco Borla             |